# Annia Faustina
Annia Faustina (fl. 221) è stata un'imperatrice romana, moglie dell'imperatore Eliogabalo e augusta dell'impero.

## Biografia
Annia proveniva da una famiglia di alto lignaggio. Suo padre era Tiberio Claudio Severo Proculo, console per l'anno 200, figlio del console Gneo Claudio Severo Arabiano e di Annia Aurelia Galeria Faustina, a sua volta figlia di dell'imperatore Marco Aurelio e di Faustina Minore. La madre di Faustina era Plauzia Servilla, figlia del console Marco Peduceo Plauzio Quintillo e di Aurelia Fadilla, anche lei figlia di Marco Aurelio e Faustina. Era dunque un membro, forse l'ultimo, della dinastia di Antonino Pio e tutti i suoi parenti erano di ordine senatoriale. Faustina sposò Pomponio Basso, console nel 211.
L'imperatore Eliogabalo aveva sposato in seconde nozze Aquilia Severa, che era una vergine vestale: questo matrimonio, che andava contro la tradizione romana, non diede figli, così l'imperatore divorziò da Aquilia, fece uccidere Basso, proibì a Faustina di rispettare il lutto e la sposò, nel luglio 221. Il matrimonio durò poco, perché verso la fine dell'anno Eliogabalo divorziò da Faustina, per sposare in quarte nozze Aquilia Severa; sebbene non sia nota la ragione del divorzio, è possibile che la mancanza di eredi abbia giocato la sua parte.
Uno dei crateri d'impatto del pianeta Venere  è intitolato ad Annia Faustina.